# 東京大学大学院理学系研究科・理学部

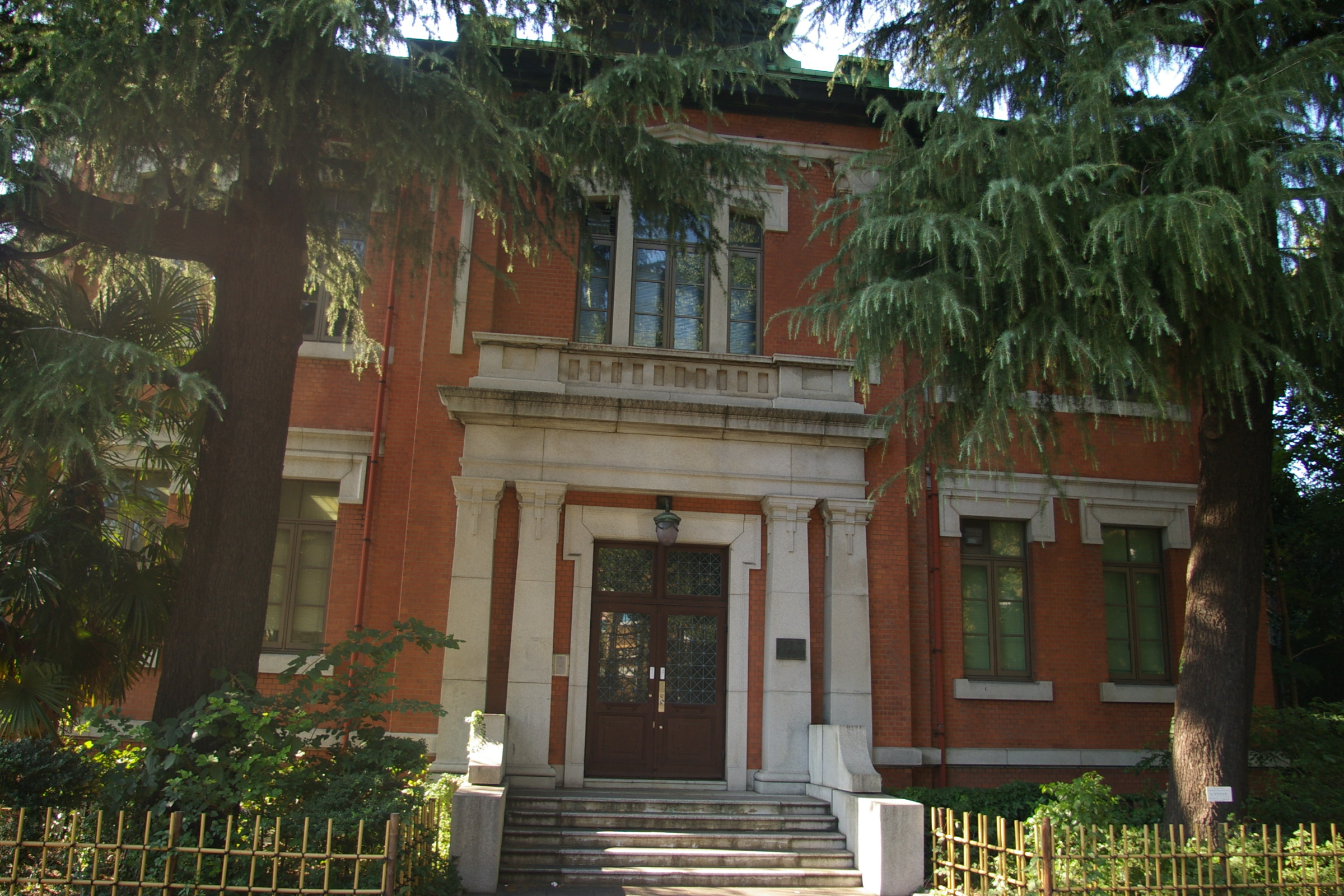
理学部化学東館（本郷キャンパス）

東京大学理学部（とうきょうだいがくりがくぶ、英称：Faculty of Science）は、東京大学の後期課程に設置される学部の一つである。また、東京大学大学院理学系研究科（とうきょうだいがくだいがくいんりがくけいけんきゅうか、英称：Graduate School of Science）は、東京大学大学院に設置される研究科の一つである。
理学部と理学系研究科は一体となって運営されているため、この記事で合わせて解説する。

## 基礎データ
所在地
理学部の施設は学部事務室の置かれている東京都文京区本郷の本郷キャンパスの他、同弥生の浅野キャンパス（生物化学科、生物情報科学科）、目黒区駒場の駒場Iキャンパス（数学科）にも分散して置かれている。また理学系研究科の一部研究室は千葉県柏市柏の葉地区の柏キャンパスにも置かれている。
象徴
理学部のスクールカラーは樺色である。また、理学系研究科・理学部のロゴマークも存在し、「り」と「S」の文字を図案化したものとなっている。ロゴマークは2007年に制定された。

## 沿革
旧制時代

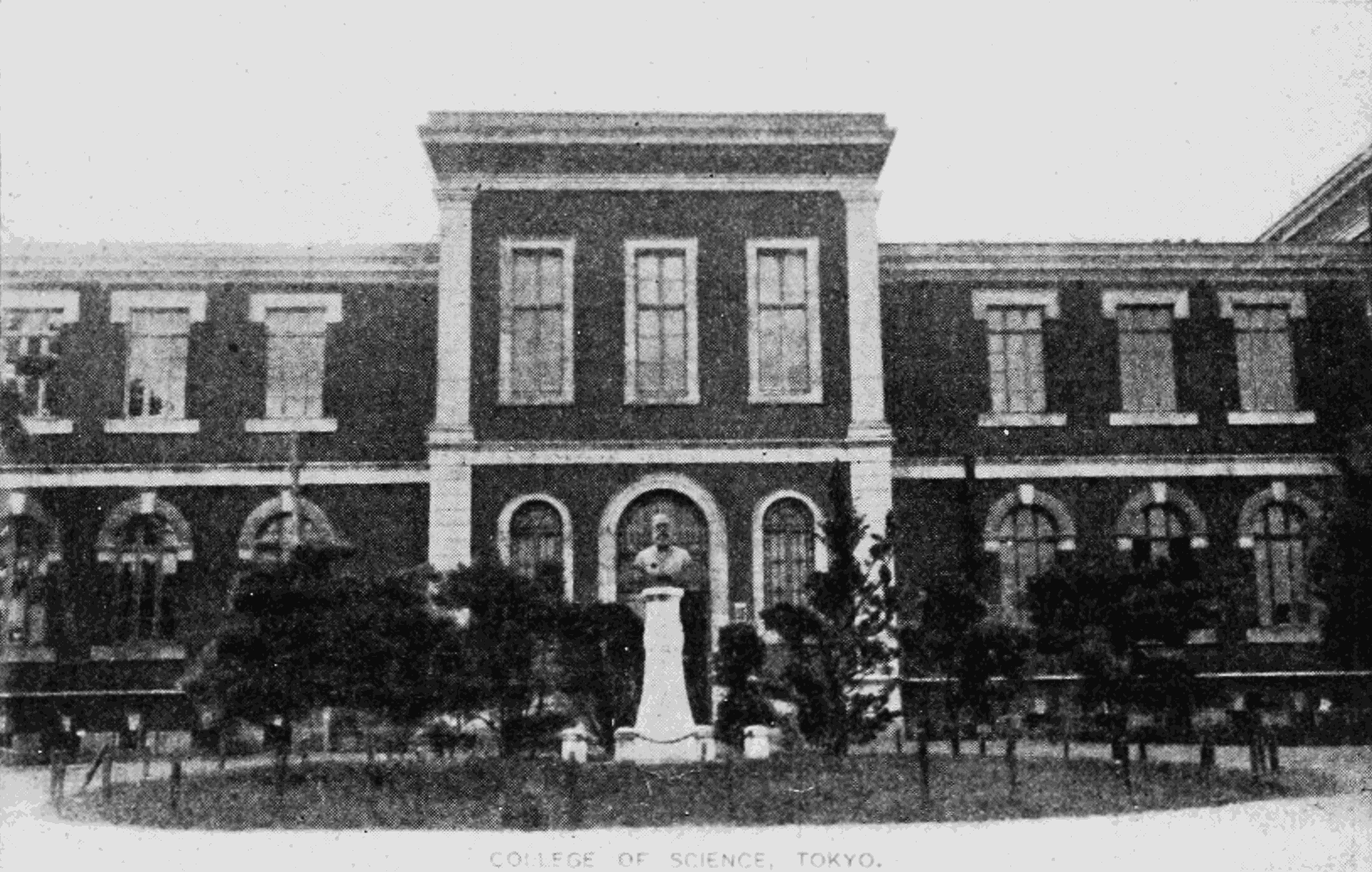
理科大学本館（山口半六設計）

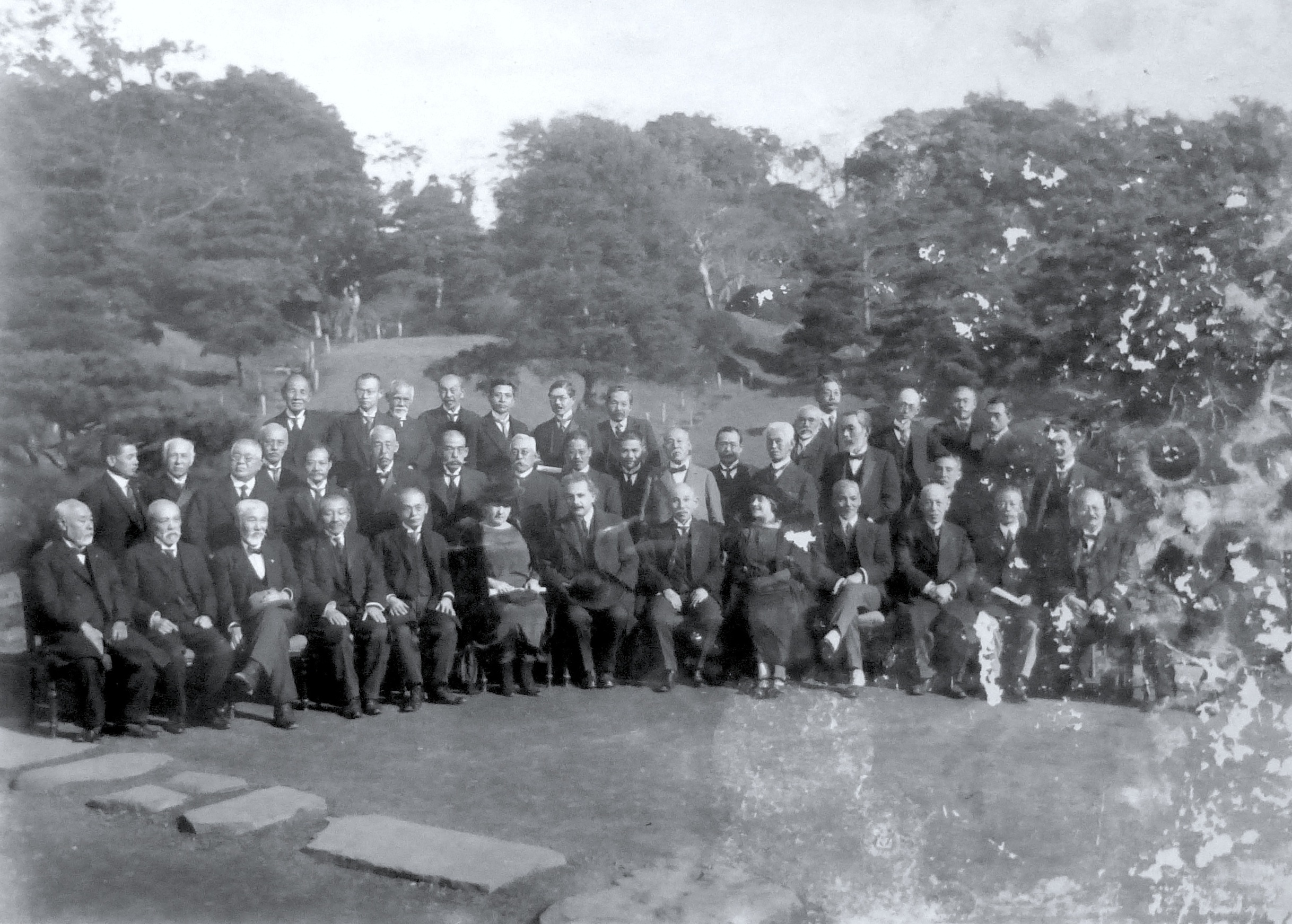
小石川植物園を訪れたアインシュタイン（1922年11月29日）

理学部は1877年の旧東京大学設立時からある学部の一つであり、特に化学科は1877年に卒業生（3名）を出した唯一の学科である。当初は数学科、物理学科、化学科（純正化学、応用化学）、生物学科（動物学、植物学）、星学科、工学科（機械工学、土木工学）、地質学科、採鉱冶金学科の8学科で構成されていた。また、学部設置とともに小石川植物園が東京大学理学部附属施設となった。
1885年には、工学科および採鉱冶金学科学科が新設の工芸学部に移る。
1886年には数学科、星学科、物理学科、化学科、動物学科、植物学科、地質学科からなる帝国大学理科大学となる。同年、臨海実験所設置。
1897年、京都帝国大学設置に伴い、東京帝国大学理科大学と改称。
1907年、地質学科が地質学科と鉱物学科に分割。
1919年、分科大学制が廃止され、東京帝国大学理学部となる。
地理学科（1919年）、天文学科（1919年星学科から改称）、地震学科（1923年の関東大震災後に設置、1941年地球物理学科に改称）、人類学科（1939年設置）と学科新設・改称が行われた。
新制時代
理学部
1949年に新制東京大学理学部となる際に学科の統合が行われ、数学科、物理学科（物理学、天文学、地球物理学の各課程）、化学科、生物学科（動物学、植物学、人類学の各課程）、地学科（地質学・鉱物学、地理学の各課程）となった。
その後、以下の学科改組・新設が行われ、現在に至る。
1. 化学科、生物学科の一部の講座と理工学研究所（現宇宙科学研究所）の一部を改組して、1958年に生物化学科が設置された。
2. 物理学科の各課程は1967年に分割されてそれぞれ独立した学科となったが、そのうち地球物理学科は、1991年に理学部附属地球物理研究施設と統合して地球惑星物理学科となった。
3. 1970年に設置された理学部附属情報科学研究施設を改組して、情報科学科が1975年に設置された。
4. 地学科は2006年度に改組され地球惑星環境学科となった。地学科には地質学・鉱物学コースと地理学コースのコース分けがあったが、地球惑星環境学科ではカリキュラムが一本化され、コースの区別はなくなった。
5. 2007年には後述の生物情報科学学部教育プログラムを発展させて日本の大学では初めての生物情報科学科を新設し、2009年度進学者から受け入れを開始した。

理学系研究科
大学院に関しては、1953年に新制大学院が設置された当初は数物系研究科、化学系研究科、生物系研究科といった部局横断的な研究科が設置され、理学部の各学科に対応した大学院課程は3研究科に分散して置かれていたが、1965年には理学系研究科など各学部に対応した研究科に再編された。
理学系研究科は1992年から1993年にかけて大学院重点化された（情報科学専攻、物理学専攻、天文学専攻、地球惑星物理学専攻、化学専攻、生物化学専攻、動物学専攻、植物学専攻、人類学専攻、地質学専攻、鉱物学専攻、地理学専攻の12専攻）。大学院重点化については当初は、学部を大学院に統合する大学院重点化（「理学院計画」と呼ばれる）を計画していたが、制度面で困難が生じたため、最終的には（現在のように）大学院部局化による大学院重点化を行うこととなった。また、この大学院重点化と同時に、従来理学系研究科に属していた数学専攻は数理科学研究科数理科学専攻へ移行した。
1995年には動物学専攻、植物学専攻、人類学専攻の3専攻が統合されて生物科学専攻となり、2000年には地球惑星物理学専攻、地質学専攻、鉱物学専攻、地理学専攻の4専攻が統合されて地球惑星科学専攻となった。2001年には情報科学専攻が情報理工学系研究科コンピュータ科学専攻へ移行。2014年に生物科学専攻と生物化学専攻が統合し生物科学専攻となり、現在の5専攻体制となった。

## 理学部
理学部では、すべての学科で演習または実験・実習が必修となっている。また、学部教育特別プログラムとして2005年より「生物情報科学学部教育プログラム」（前身の「生物情報科学学部教育特別プログラム」も含めれば2001年より）および「アクチュアリー・統計プログラム」が行われている。
以下、設置する学科と対応する大学院の専攻。
- 数学科 - 数理科学研究科数理科学専攻
- 情報科学科 - 情報理工学系研究科コンピュータ科学専攻
- 物理学科 - 物理学専攻
- 天文学科 - 天文学専攻
- 地球惑星物理学科 - 地球惑星科学専攻
- 地球惑星環境学科 - 地球惑星科学専攻
- 化学科 - 化学専攻
- 生物化学科 - 生物科学専攻
- 生物学科 - 生物科学専攻
- 生物情報科学科 - 生物科学専攻

## 理学系研究科
理学系研究科は以下の五つの専攻を置く。
- 物理学専攻
- 天文学専攻
- 地球惑星科学専攻
- 化学専攻
- 生物科学専攻

物理学専攻
天文学専攻

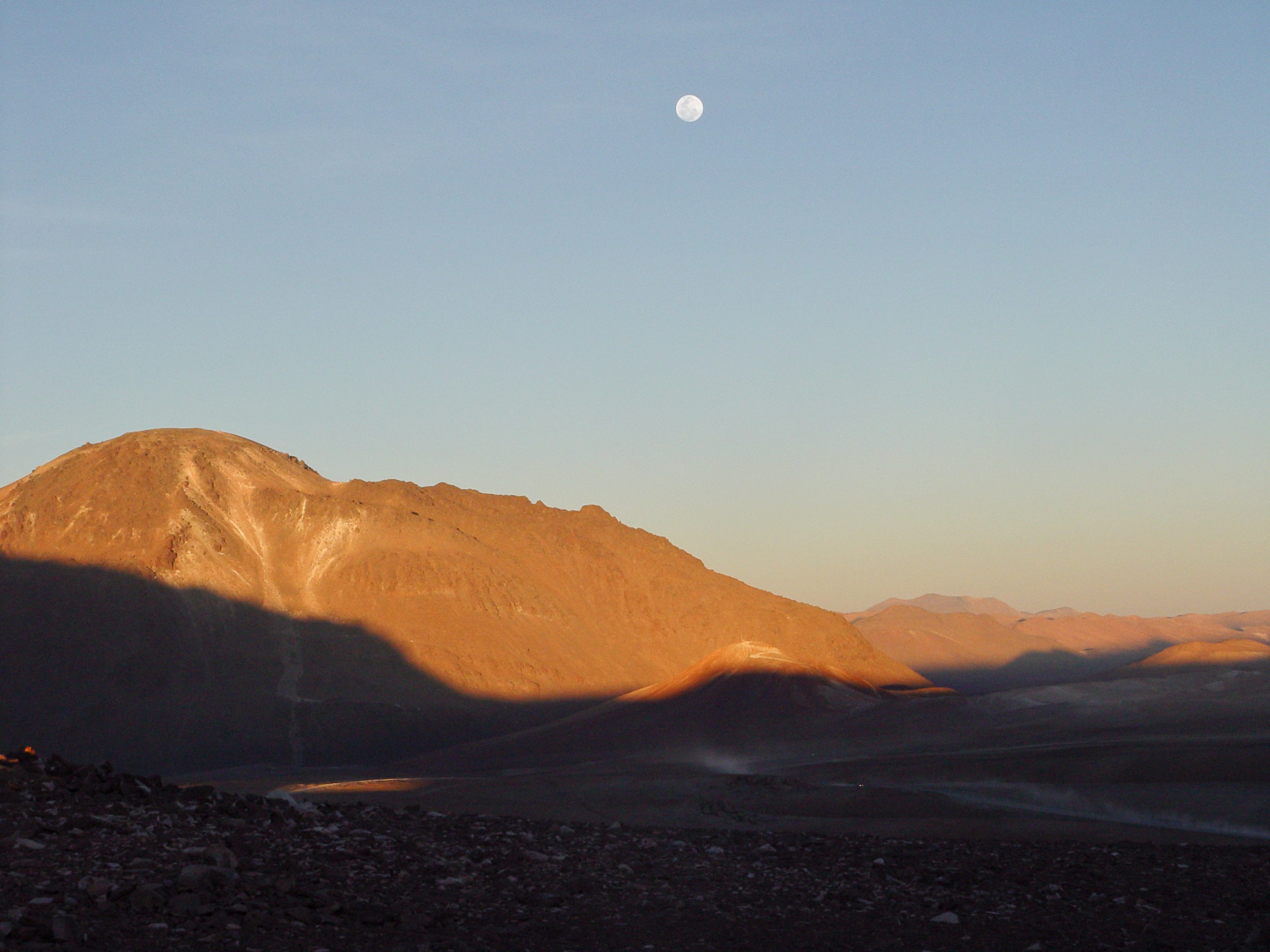
東京大学アタカマ天文台

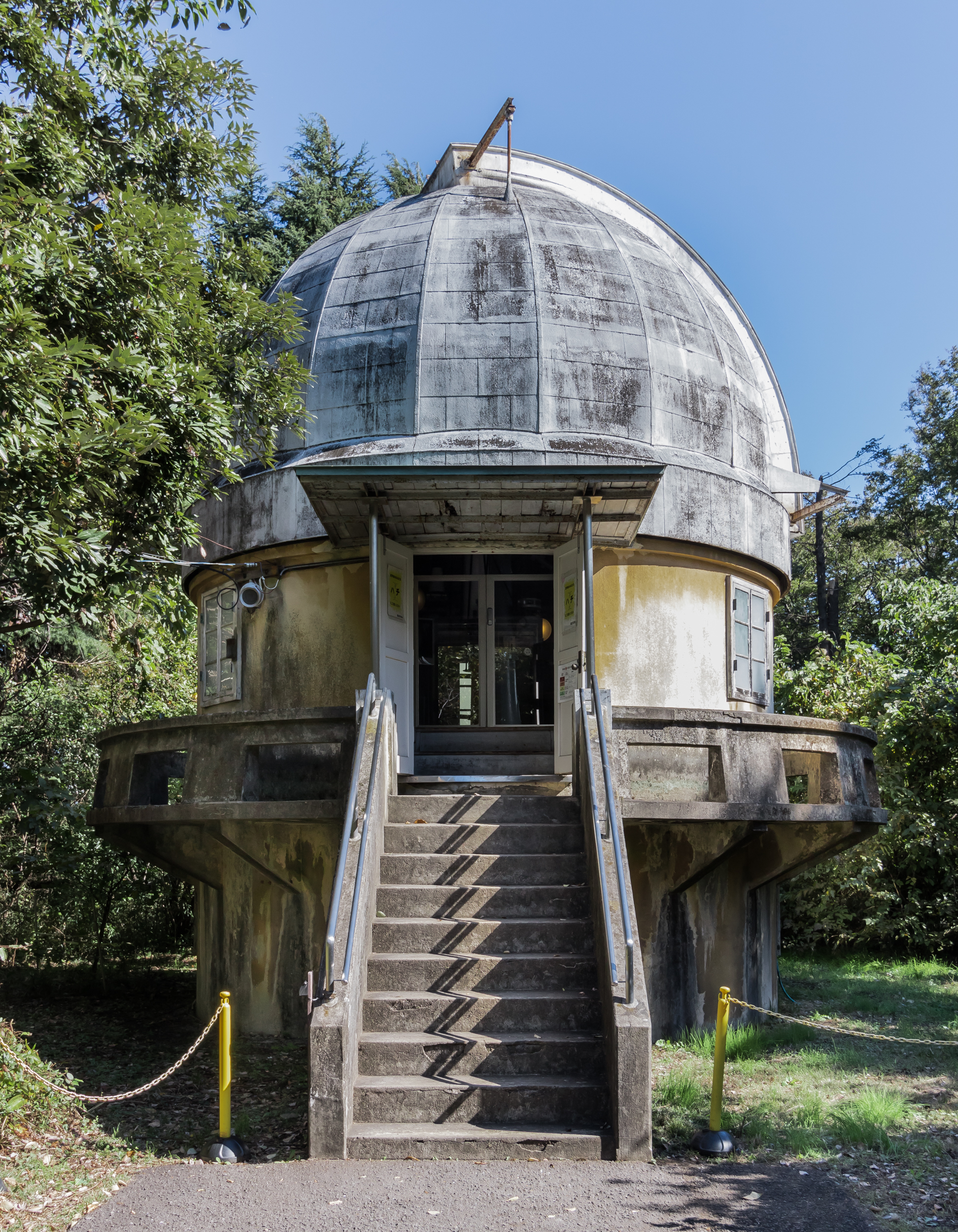
国立天文台第一赤道儀室（旧東京大学東京天文台）

略称は天文（てんもん）。学部専門課程は天文学科。現在、日本唯一の天文学科である。
国立天文台に隣接する東京大学大学院理学系研究科附属天文学教育研究センターでは、東京大学内において天文学に関連する観測的研究を行っている。同センターは国内外に木曽観測所（長野県上松町）、望遠鏡、天文台を所有している。
沿革
- 1877年 東京大学理学部に星学科設置。
- 1919年 天文学科と改称。
- 1949年 物理学科天文学課程となる
- 1953年 数物系研究科（後に理学系研究科）に天文学専攻を設置。
- 1967年 物理学科が分割され、天文学科が再設置される。

講座
- 基幹講座
  - 天文宇宙理学講座
  - 広域理学講座
- 協力講座（観測天文学、初期宇宙データ解析）
- 連携講座（学際理学、観測宇宙理学）

地球惑星科学専攻

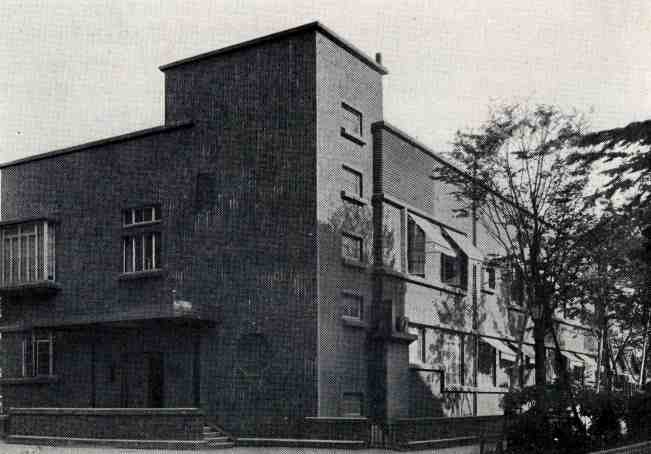
東京帝国大学地震研究所旧建築（内田祥三設計）

略称は地惑（ちわく）。学部専門課程は地球惑星物理学科、地球惑星環境学科。
著名な出身者にノーベル物理学賞受賞者の眞鍋淑郎（地物卒・修士・博士）がいる。
沿革
- 1877年 東京大学理学部に地質学科設置。
- 1907年 地質学科を地質学科と鉱物学科に分割。
- 1919年 地理学科設置。
- 1923年 関東大震災後に地震学科設置
- 1941年 地震学科が地球物理学科に改称
- 1949年
  - 地質学科、鉱物学科、地理学科を統合し、地学科を設置。地質学課程、鉱物学課程、地理学課程の3課程制、後に地質学・鉱物学コース、地理学コースの2コース制。
  - 地球物理学科が物理学科地球物理学課程となる。
- 1953年 数物系研究科（後に理学系研究科）に地質学専攻、鉱物学専攻、地理学専攻、地球惑星物理学専攻を設置。
- 1967年 物理学科が分割され、地球物理学科が再設置される。
- 2006年 地学科が地球惑星環境学科に改組（コース制廃止）。
- 2000年 地球惑星物理学専攻、地質学専攻、鉱物学専攻、地理学専攻の4専攻が統合されて地球惑星科学専攻となる。

講座
- 基幹講座
  - 大気海洋科学講座
  - 宇宙惑星科学講座
  - 地球惑星システム科学講座
  - 固体地球科学講座
  - 地球生命圏科学講座
- 協力講座（観測固体地球科学、先端海洋科学、気候システム科学、超高圧物性物理学、地球大気環境科学）
  - 観測固体地球科学講座（地震研究所）
  - 先端海洋科学講座（大気海洋研究所）
  - 気候システム科学講座（大気海洋研究所）
  - 地球大気環境科学講座（先端科学技術研究センター）
- 連携講座
  - 学際理学講座（宇宙科学研究所／JAXA）
  - 学際理学講座（物質構造科学研究所／KEK）
  - 進化多様性科学講座（筑波研究施設／国立科学博物館）

化学専攻

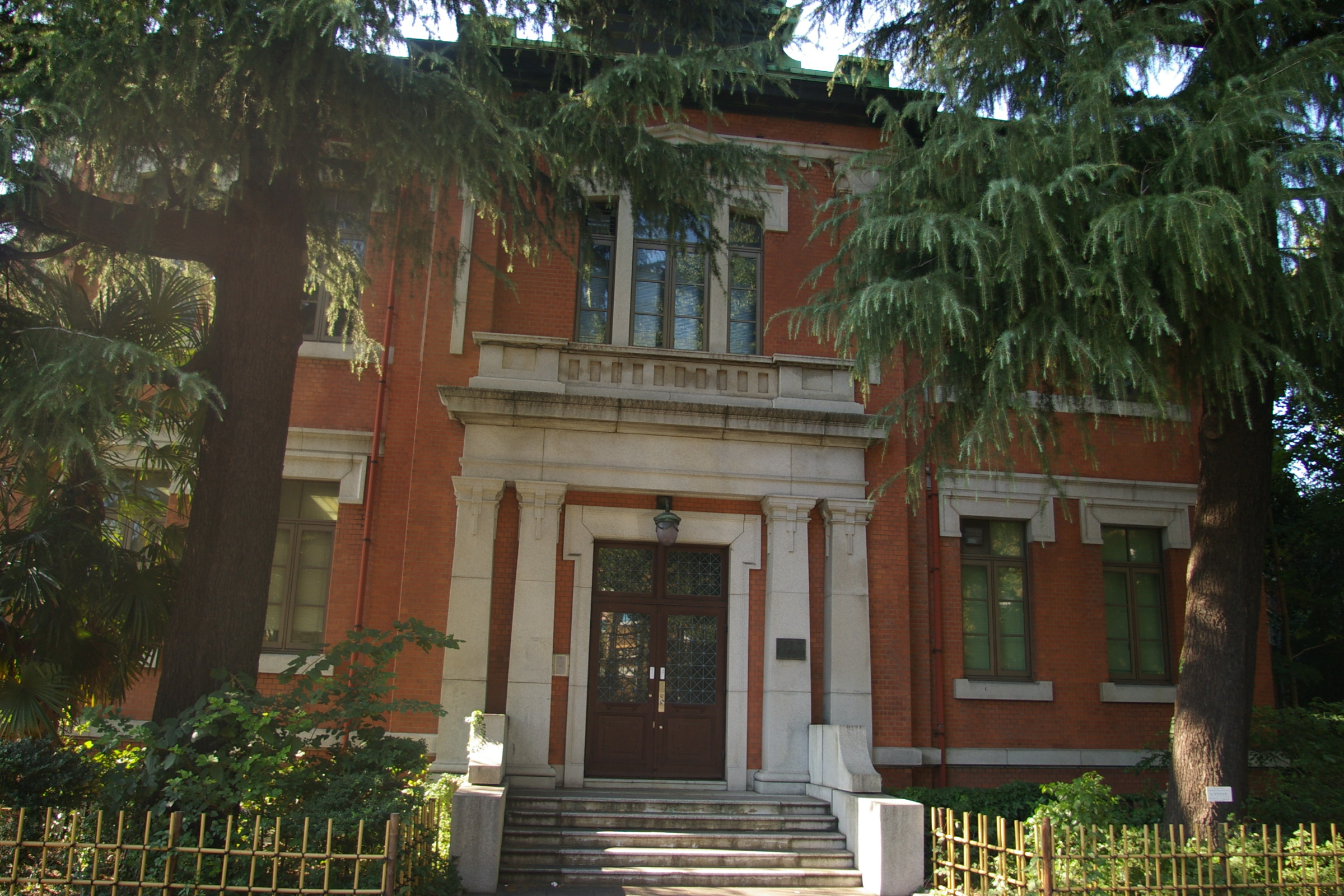
理学部化学東館（本郷キャンパス）

略称は理化（りばけ）。学部専門課程は化学科。化学科では授業がすべて英語で行われる。
沿革
- 1877年 東京大学理学部に東京大学理学部化学科設立。
- 1953年 化学系研究科（後に理学系研究科）に化学専攻を設置。

講座
- 基幹講座
  - 物理化学講座
  - 有機化学講座
  - 無機・分析化学講座
  - 広域理学講座
- 協力講座（スペクトル化学、地殻化学、先端化学）
- 連携講座（学際理学）

生物科学専攻

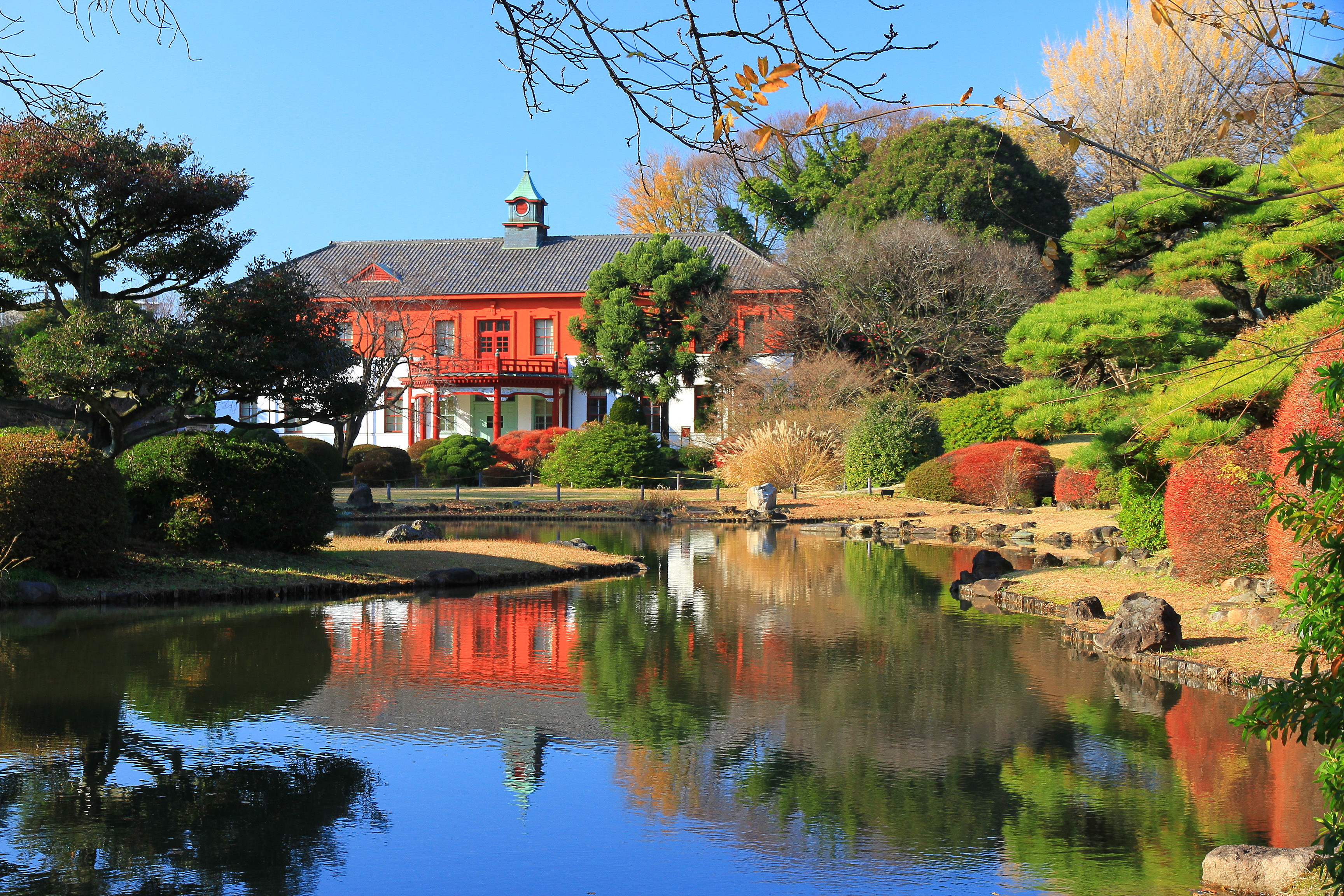
小石川植物園

略称は理生（りなま）。学部専門課程は生物学科（理生）、生物化学科（生化）、生物情報科学科（生情）。
沿革
- 1877年 東京大学理学部に生物学科設立。
- 1886年 生物学科を動物学科と植物学科に分割。
- 1939年 人類学科設立。
- 1949年 動物学科、植物学科、人類学科を統合し、生物学科を設置。それぞれ動物学課程、植物学課程、人類学課程となる。
- 1953年 生物系研究科（後に理学系研究科）に動物学専攻、植物学専攻、人類学専攻を設置。
- 1958年 化学科、生物学科、理工学研究所の各一部を母体として生物化学科、生物化学専攻設置
- 1995年 動物学専攻、植物学専攻、人類学専攻の3専攻が統合し、生物科学専攻を設置。
- 2007年 理学部生物情報科学科設置。
- 2014年 生物化学専攻が生物科学専攻に統合される。

講座
- 基幹講座
  - 生物化学講座
  - 光計測生命学講座
  - 生物学講座
  - 広域理学講座
- 協力講座（基盤生物科学、多様性生物学、先端生物科学）
- 連携講座（系統生物学）

その他
- 旧理学系研究科相関理化学専攻、旧理学系研究科科学史・科学基礎論専攻については東京大学教養学部・大学院総合文化研究科

## 理学系研究科長・理学部長
- 大越 慎一

## 附属施設
理学系研究科附属
- 小石川植物園
  - 日光分園（日光植物園）
- 臨海実験所
- スペクトル化学研究センター
- 地殻化学実験施設
- 天文学教育研究センター
  - 木曽観測所
  - 東京大学アタカマ天文台
- 原子核科学研究センター
- ビッグバン宇宙国際研究センター
- 超高速強光子場科学研究センター

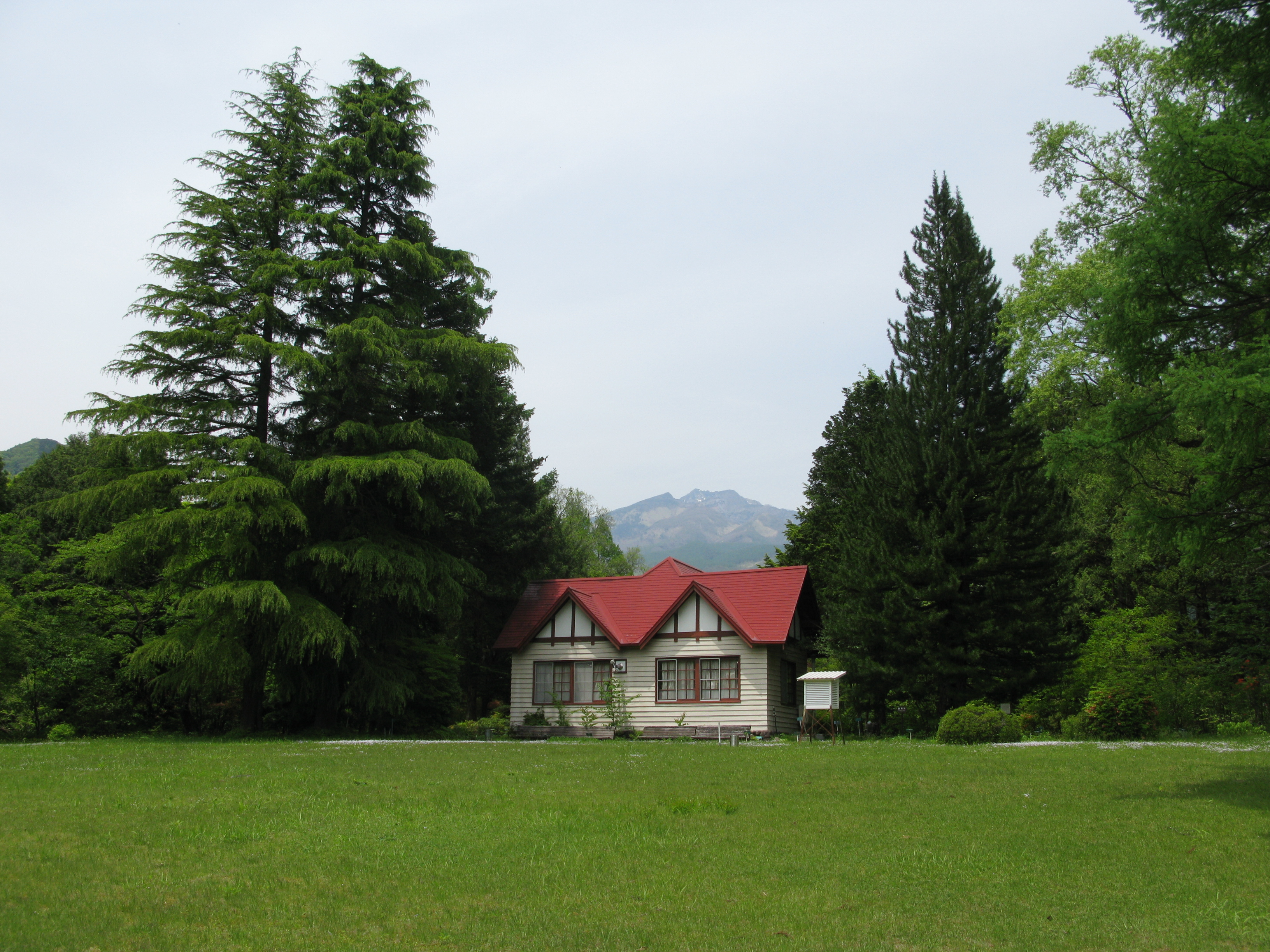
日光植物園（2012年）

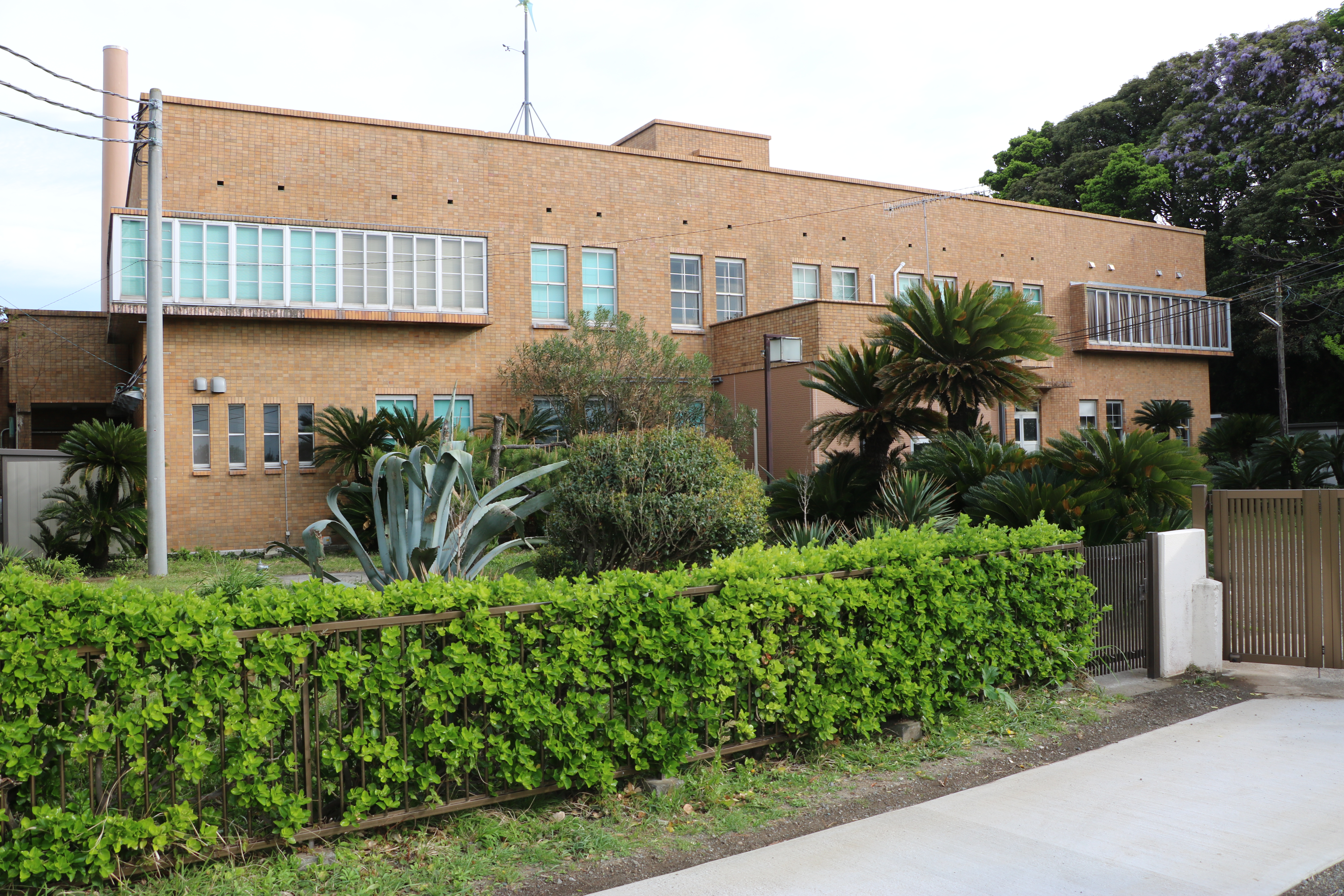
三崎臨海実験所記念館（2018年）

- 遺伝子実験施設（1983年4月1日に全学センターとして設置。2008年4月1日より理学系研究科附属施設に移行。）
- フォトンサイエンス研究機構

かつて存在した施設
- 東京天文台（1921年に附置研究所に移行、1988年に国立天文台に改組）

## COEプログラム
21世紀COEプログラム
理学系研究科では、以下の4件が文部科学省の21世紀COEプログラムに採択された。
- 「個」を理解するための基盤生命学の推進（2002年度）
- 動的分子論に立脚したフロンティア基礎化学（2002年度）
- 極限量子系とその対称性（2003年度）
- 多圏地球システムの進化と変動の予測可能性（2003年度）

グローバルCOEプログラム
理学系研究科では、以下の3件が文部科学省のグローバルCOEプログラムに採択されている。
- 生体シグナルを基盤とする統合生命学（2007年度）
- 理工連携による化学イノベーション（2007年度）
- 未来を拓く物理科学結集教育研究拠点（2008年度）

## 同窓会
東京大学理学部では学部全体の同窓会は存在せず、各学科ごとの同窓会のみとなっている。
- 東京大学理学部数学教室・大学院数理科学研究科同窓会（東大数学同窓会）（数学科）
- 東京大学心青会（情報科学科）

## 施設
- キャンパスについて → 東京大学本郷地区キャンパス#本郷キャンパス、東京大学駒場地区キャンパス#駒場Iキャンパス、東京大学柏地区キャンパス#柏キャンパスを参照
- 代表的な建造物について → 東京大学の建造物#理学部を参照